# Соса, Игнасио (футболист)
Игна́сио Со́са Оспита́ль (исп. Ignacio Sosa Ospital; род. 31 августа 2003, Монтевидео) — уругвайский футболист, полузащитник клуба «Пеньяроль».

## Клубная карьера
Соса — воспитанник клуба «Феникс». 3 июля 2021 года в матче против «Серро-Ларго» он дебютировал в уругвайской Примере. 18 июля 2022 года в поединке против столичного «Ливерпуля» Игнасио забил свой первый гол за «Феникс».

## Международная карьера
В 2023 году в составе молодёжной сборной Уругвая Соса принял участие в молодёжном чемпионате Южной Америки в Колумбии. На турнире он сыграл в матчах против сборных Боливии, Парагвая, Бразилии, а также дважды Венесуэлы и Эквадора. В поединке против венесуэльцев Игнасио забил гол.
В том же году Соса стал победителем молодёжного чемпионата мира в Аргентине. На турнире он сыграл в матчах против команд Ирака, Англии, Туниса, Гамбии, США, Израиля и Италии.

## Достижения
Международные
 Уругвай (до 20)
- Победитель молодёжного чемпионата мира — 2023